# Melana Chasmata
Melana Chasmata  è il secondo album in studio della band svizzera gothic/doom metal, Triptykon, creata da Tom Gabriel Fischer, leader e fondatore dei Celtic Frost.

Il titolo è in greco (Μελανά Χάσματα) e significa "I profondi abissi neri".

## Il disco
L'album è stato registrato tra il 2013 e l'inizio del 2014 e pubblicato da Prowling Death Records Ltd., su licenza della Century Media Records, ad aprile del 2014.

Il CD include nove canzoni della durata media superiore ai sette minuti. I testi, tutti scritti da Tom G. Warrior, sono scarni ed estremamente incisivi e si abbinano perfettamente alla musica opprimente composta dalla band (ad eccezione di In the Sleep of Death composta dal solo V.Santura).

Per i brani Tree of Suffocating Souls e Aurorae sono anche stati girati i relativi video.

La copertina dell'album, come per To Mega Therion dei Celtic Frost, è tratta da un'opera dell'artista elvetico H. R. Giger intitolata "Mordor VII".

## Critica
| Recensione | Giudizio |
| ---------- | -------- |
| AllMusic   | [ 1 ]    |
| About.com  | [ 2 ]    |

Melana Chasmata ha ricevuto recensioni favorevoli e giudizi positivi su molti siti e riviste specializzate ed è stato accolto molto bene anche dal pubblico arrivando a vendere quasi 3000 copie in una sola settimana negli Stati Uniti.

## Tracce
1. Tree of Suffocating Souls – 7:55
2. Boleskine House – 7:12
3. Altar of Deceit – 7:06
4. Breathing – 5:47
5. Aurorae – 6:17
6. Demon Pact – 6:06
7. In the Sleep of Death – 8:10
8. Black Snow – 12:25
9. Waiting – 5:54

Edizione Giapponese
1. Into Despair - 7:57 (bonus track)

## Crediti
Formazione
- Tom Gabriel Fischer - voce, chitarra elettrica
- V. Santura - chitarra e voce
- Norman Lonhard  - batteria
- Vanja Slajh - basso elettrico e voce

Collaborazioni
- Simone Vollenweider - voce (tracce 2, 9)
- A. Acanthus Gristle - voce (traccia 8)
- Michael Zech - chitarra (traccia 6)

Produzione
- Tom Gabriel Fischer e V. Santura – produzione
- V. Santura - mastering
- H. R. Giger - copertina